# California Institute of the Arts
O California Institute of the Arts (CalArts) é uma escola de artes americana localizada em Valencia, no condado de Los Angeles. Foi co-fundada em 1961 por Walt Disney como a primeira instituição de ensino superior nos Estados Unidos especificamente para alunos de artes visuais e performáticas. A CalArts oferece cursos de arte, música, dança, cinema, teatro, animação e literatura, tendo formado vários profissionais estabelecidos na industria cinematográfica ao longo de sua existência. É autorizada pela Associação Oeste de Escolas e Faculdades (WASC) para conceder o Bacharelado em Artes Finas e Mestre das Finas Artes nas artes visuais e atuação, e desde 1994, literárias. A Escola de Música Herb Alpert da CalArts foi credenciada em 2009 para conceder um Doutorado em Artes Musicais.
A escola foi fundada por muitos benfeitores no início dos anos 1960, com uma equipe diversificada de profissionais (incluindo Nelbert Murphy Chouinard, fundador da Chouinard Art Institute, Walt Disney, Lulu Von Hagen, Thornton Ladd e outros). O instituto foi iniciado como uma interdisciplinar "Caltech das artes", com todas as escolas sob o mesmo teto. A CalArts oferece um ambiente colaborativo para uma diversidade de artistas. Os alunos são livres para desenvolver seu próprio trabalho (sobre o qual eles mantêm o controle e os direitos autorais) em uma atmosfera de oficina.

## Alunos notáveis
- Alex Hirsch
- John Lasseter[3]
- Stephen Hillenburg
- Craig McCracken
- Glen Keane
- David Hasselhoff
- Tim Burton
- Mick Bernard
- J. G. Quintel
- Patrick McHale
- Brad Bird
- Pendleton Ward
- Daron Nefcy